# Abadia de Santa Cruz
A Abadia de Santa Cruz (no latim Abbatia B.M.V. ad Sanctam Crucem), também conhecida como Abadia de Nossa Senhora da Santa Cruz ou Abadia de Itaporanga, é um mosteiro da Ordem Cisterciense situado em Itaporanga (cuja igreja abacial também é a sede paroquial de Itaporanga, cuja Paróquia é dedicada a São João Batista), no estado de São Paulo, Brasil, fundado no dia 5 de agosto de 1936 por monges alemães perseguidos pelo nazismo provenientes da Abadia de Himmerod, fundada em 1134 por São Bernardo de Claraval.

## História
A história do Mosteiro tem suas origens na Abadia de Himmerod, na Alemanha, quando em 1935 o Abade Dom Carlos Münz envia Pe. Atanásio Merkle para os Estados Unidos, a fim de encontrar lugares propícios para uma possível transferência de sua comunidade monástica, a qual estava sendo perseguida pelo regime nazista, vigente no país na época, uma vez que o mesmo era oponente das ideologias propagadas por esse regime. Pe. Atanásio Merkle, não as encontrando porém, dirige-se para o Brasil na esperança de encontrar terras próximas às colônias alemãs de Santa Catarina.
A escolha de Itaporanga, situada no estado de São Paulo, deu-se, primeiramente, graças à indicação do Abade do Mosteiro de São Bento de São Paulo, Dom Domingos de Silos Schelhorn, sobre as terras doadas pelo Barão de Antonina, João da Silva Machado, à Arquidiocese de Sorocaba para a missão capuchinha de catequização indígena e, sobretudo, para a assistência religiosa dos habitantes às margens do Rio Verde, localidade então pertencente à Faxina (hoje Itapeva - SP), levada à cabo pelo italiano Frei Pacífico de Montefalco na metade do século XIX.Tais terras, então denominadas "Patrimônio de São João Batista" foram assim cedidas pelo arcebispo de Sorocaba, Dom José Carlos de Aguirre, aos cistercienses no dia 29 de junho de 1936, com a condição de que se encarregassem do cuidado pastoral das paróquias de Itaporanga e de Ribeirão Vermelho do Sul (hoje Riversul).
Até a primeira metade do século XX a comunidade cisterciense era composta em sua maioria por monges alemães, os quais não apenas consolidaram a fundação do mosteiro, mas também reestruturaram a paróquia de São João Batista, legado de Frei Pacífico de Montefalco, sobretudo com a consagração da Igreja Abacial em 1967, dedicada à Virgem Maria sob o título da Assunção, padroeira de todas as igrejas da Ordem Cisterciense, e também a São João Batista, padroeiro paroquial, para onde a sede foi definitivamente transferida, uma vez que a matriz paroquial havia sido demolida em 1936 por ordem diocesana.
Os monges cistercienses também passaram a exercer trabalhos agrícolas e pecuários para a subsistência da comunidade desde o início de sua fundação, num local situado a 6 km do Mosteiro, denominado "Mosteirinho de São José", que até meados da década de 1970 funcionava como um priorado dependente do Mosteiro de Santa Cruz. Tal trabalho manual, herança autêntica da Regra de São Bento, continua sendo, juntamente com o cuidado pastoral das referidas paróquias, as duas principais atividades exercidas pela comunidade monástica.
Desde sua fundação em 1936 até 1948, o Mosteiro de Santa Cruz estava ligado à Abadia de Himmerod  como priorado dependente, sendo o Abade Dom Vito Recke seu pater imediatus. Em 1948, porém, o Mosteiro torna-se priorado sui juris, de modo que adquire autonomia jurídica em relação à abadia fundadora. E em 1950, então, por decisão do Capítulo Geral da Ordem, o priorado foi elevado à Abadia, sendo Pe. Atanásio Merkle eleito como seu primeiro Abade, tendo sua bênção abacial ocorrida no dia 12 de dezembro do mesmo ano na Catedral de Sorocaba, ministrada por Dom José Carlos de Aguirre. Desde 1961, a Abadia de Santa Cruz pertence à Congregação Brasileira dos Cistercienses.

## Superiores
| Função e Dignidade                                | Abade                           | Período     |
| Prior Administrativo                              | Dom Carlos Münz                 | 1922 - 1925 |
| Abade de Himmerod                                 | Dom Carlos Münz                 | 1925 - 1936 |
| Subprior e Prior de Himmerod                      | Dom Vito Recke                  | 1919 - 1937 |
| Abade de Himmerod e Pater Imediatus de Itaporanga | Dom Vito Recke                  | 1937 - 1948 |
| Prior de Itaporanga                               | Dom Atanásio Merkle             | 1936 - 1950 |
| 1º Abade de Itaporanga                            | Dom Atanásio Merkle             | 1950 - 1971 |
| 2º Abade de Itaporanga                            | Dom Estevam Stork               | 1971 - 2006 |
| 3º Abade de Itaporanga                            | Dom Luis Alberto Ruas Santos    | 2006 - 2011 |
| Prior Administrativo                              | Dom Celso Lourenço de Oliveira  | 2011 - 2015 |
| 4º Abade de Itaporanga                            | Dom Celso Lourenço de Oliveira  | 2015 - 2022 |
| 5º Abade de Itaporanga                            | Dom Bento Gonçalves de Oliveira | 2022        |